# Willy Monty
Willy Monty (Mons, 11 ottobre 1939 – Mons, 9 novembre 2014) è stato un ciclista su strada belga, professionista dal 1961 al 1975.

## Carriera
Nel 1964, tra i dilettanti, vinse una  tre  tappe al Tour de Namur e due all quattro giorni di Dunquerque.
Tra i professionisti, Monty vinse una tappa al Giro del Delfinato nel 1964, e due tappe alla Volta a Catalunya nel Volta a Catalunya; nel 1967 ottenne un terzo posto alla Liegi-Bastogne-Liegi, mentre fu sesto alla Freccia Vallone del 1967.

## Palmarès
- 1964

Circuito del Brabante
- 1965

Giro di Houtem
- 1967

GP de Perouweltz
- 1970

Giro dell'Hinalt
- 1971

Giro dell'Hinault

## Piazzamenti

### Classiche
- Liegi-Bastogne-Liegi

1967: 3°